# Communauté d'agglomération Grand Sud Caraïbe
La communauté d'agglomération Grand Sud Caraïbe, anciennement communauté d'agglomération du Sud Basse-Terre (CASBT), est une communauté d'agglomération, située dans le département de la Guadeloupe (France).

## Historique
La communauté d'agglomération du Sud Basse-Terre a succédé au 1er janvier 2012 à la communauté de communes préexistante qui avait été créée par un arrêté, en date du 27 décembre 2001, du préfet de la Guadeloupe.
En 2014, la communauté d'agglomération prend le nom de Grand Sud Caraïbe.

## Territoire communautaire

### Géographie
Le territoire de la communauté d'agglomération est situé dans le sud de l'île de Basse-Terre.

### Composition
La communauté d'agglomération est composée des 11 communes suivantes :

| Nom                  | Code Insee | Gentilé          | Superficie (km2) | Population (dernière pop. légale) | Densité (hab./km2) |
| -------------------- | ---------- | ---------------- | ---------------- | --------------------------------- | ------------------ |
| Basse-Terre (siège)  | 97105      | Basse-Terriens   | 5,78             | 9 419 (2022)                      | 1 630              |
| Baillif              | 97104      | Baillifiens      | 24,3             | 4 949 (2022)                      | 204                |
| Bouillante           | 97106      | Bouillantais     | 43,46            | 6 381 (2022)                      | 147                |
| Capesterre-Belle-Eau | 97107      | Capesterriens    | 103,3            | 17 882 (2022)                     | 173                |
| Gourbeyre            | 97109      | Gourbeyriens     | 22,52            | 7 378 (2022)                      | 328                |
| Saint-Claude         | 97124      | Saint-Claudiens  | 34,3             | 10 432 (2022)                     | 304                |
| Terre-de-Bas         | 97130      | Saintois         | 6,8              | 895 (2022)                        | 132                |
| Terre-de-Haut        | 97131      | Saintois         | 6                | 1 479 (2022)                      | 246                |
| Trois-Rivières       | 97132      | Trois-Riviériens | 31,1             | 7 519 (2022)                      | 242                |
| Vieux-Fort           | 97133      | Vieux-Fortains   | 7,24             | 1 730 (2022)                      | 239                |
| Vieux-Habitants      | 97134      | Habissois        | 58,7             | 7 040 (2022)                      | 120                |

### Démographie
| 1967   | 1974   | 1982   | 1990   | 1999   | 2009   | 2014   | 2020   |
| ------ | ------ | ------ | ------ | ------ | ------ | ------ | ------ |
| 84 544 | 82 870 | 78 403 | 83 081 | 83 978 | 83 760 | 81 532 | 76 639 |

## Administration

### Siège
Le siège de la communauté d'agglomération est situé à Basse-Terre, rue Auguste Bébian.

### Élus
La communauté d'agglomération est administrée par son conseil communautaire, composé de conseillers communautaires représentant chacune des 6 communes membres. À la suite des élections municipales et communautaires de mars 2020, le conseil communautaire sera composé de 44 conseillers répartis comme suit :
| Nombre de conseillers | Communes                                               |
| --------------------- | ------------------------------------------------------ |
| 11                    | Capesterre-Belle-Eau                                   |
| 6                     | Saint-Claude                                           |
| 5                     | Basse-Terre                                            |
| 4                     | Bouillante, Gourbeyre, Trois-Rivières, Vieux-Habitants |
| 3                     | Baillif                                                |
| 1                     | Terre-de-Bas, Terre-de-Haut, Vieux-Fort                |

### Présidence
| Période          | Période                     | Identité               | Étiquette | Qualité                                   |
| ---------------- | --------------------------- | ---------------------- | --------- | ----------------------------------------- |
| 1er janvier 2012 | 31 janvier 2019 (démission) | Lucette Michaux-Chevry | UMP → LR  | Maire de Basse-Terre (2008-2014)          |
| 16 février 2019  | 9 juillet 2020              | Joël Beaugendre        | DVD       | Maire de Capesterre-Belle-Eau (1995-2020) |
| 10 juillet 2020  | en cours                    | Thierry Abelli         | DVD       | Maire de Bouillante (2020 → )             |

### Régime fiscal et budget
Le régime fiscal de la communauté d'agglomération est la fiscalité professionnelle unique (FPU).